# Jack Takes the Floor
Az 1958-as Jack Takes the Floor Ramblin' Jack Elliott harmadik nagylemeze. Eredetileg az Egyesült Királyságban adták ki 10 hüvelykes hanglemezen. 1968-ban Muleskinner címen jelent meg egy újabb kiadása két bónuszdallal. Szerepel az 1001 lemez, amit hallanod kell, mielőtt meghalsz című könyvben.

## Az album dalai

### Első oldal
|    | Cím                     | Szerző(k)     | Hossz |
| -- | ----------------------- | ------------- | ----- |
| 1. | San Francisco Bay Blues | Jesse Fuller  | 3:00  |
| 2. | Ol' Riley               | –             | 2:03  |
| 3. | Boll Weevil             | tradicionális | 3:07  |
| 4. | Bed Bug Blues           | –             | 3:01  |
| 5. | New York Town           | –             | 3:24  |
| 6. | Grey Goose              | –             | 1:43  |

### Második oldal
|    | Cím                | Szerző(k)                     | Hossz |
| -- | ------------------ | ----------------------------- | ----- |
| 1. | Mule Skinner Blues | Jimmie Rodgers, Vaughn Horton | 5:25  |
| 2. | Cocaine            | –                             | 2:03  |
| 3. | Dink's Song        | –                             | 3:22  |
| 4. | Black Baby         | –                             | 1:39  |
| 5. | Salty Dog          | tradicionális                 | 2:34  |

## Közreműködők
- Ramblin' Jack Elliott – ének, gitár
- Woody Guthrie – gitár és ének a New York Town számon